# Хлиплі
Хли́плі — село в Україні, у Яворівський районі Львівської області. Населення становить 175 осіб. Орган місцевого самоврядування — Мостиська міська рада.

## Історія
Власниками села були представники роду Гербуртів. Зокрема, Миколай (Миклаш) Гербуртович Павч з Фельштина (?—не раніше 1447), котрий 1436 року продав Хлиплі.

## Відомі люди
Народилися
- доктор Адріян Копистянський — український історик, педагог, член Ставропігійського братства.[5][6]
- доктор економічних наук Ігор Йосафатович Яремко, професор, академік Академії економічних наук, завідувач кафедри Обліку і аналізу Національного університету "Львівська політехніка". Професор - Візінг Університетів країн, що входять до Євросоюзу. /Логос Україна - https://logos-ukraine.com.ua/project/index.php?project=nued3&id=1276